# GPR44
GPR44, G protein-spregnuti receptor 44, je protein koji je kod čoveka kodiran GPR44 genom. GPR44 se takođe naziva CD294 (klaster diferencijacije 294).
G protein spregnuti receptori, kao što je GPR44, su integralni membranski proteini koji sadrže 7 transmembranskih domena (TM). Ti protein posreduju prenos signala u unutrašnjost ćelije aktivacijom heterotrimernih G proteina koji zatim aktiviraju razne efektorske proteine, što ultimatno dovodi do fiziološkog responsa.
Za GPR44 je nedavno nađeno da pripada prostanoidnoj receptorskoj familiji i nazvan je , i to je njegovo zvanično IUPHAR ime.

## Literatura
1. 1 2  „Entrez Gene: GPR44 G protein-coupled receptor 44”.

## Dodatna literatura
- Nagata K (2004). „CRTH2.”. J. Biol. Regul. Homeost. Agents. 17 (4): 334—7. PMID 15065763.
- Chiba T; Kanda A; Ueki S;  . (2007). „Possible novel receptor for PGD2 on human bronchial epithelial cells.”. Int. Arch. Allergy Immunol. 143 Suppl 1: 23—7. PMID 17541272. doi:10.1159/000101400.
- Nagata K; Tanaka K; Ogawa K;  . (1999). „Selective expression of a novel surface molecule by human Th2 cells in vivo.”. J. Immunol. 162 (3): 1278—86. PMID 9973380.
- Marchese A; Sawzdargo M; Nguyen T;  . (1999). „Discovery of three novel orphan G-protein-coupled receptors.”. Genomics. 56 (1): 12—21. PMID 10036181. doi:10.1006/geno.1998.5655.
- Hirai H; Tanaka K; Yoshie O;  . (2001). „Prostaglandin D2 selectively induces chemotaxis in T helper type 2 cells, eosinophils, and basophils via seven-transmembrane receptor CRTH2.”. J. Exp. Med. 193 (2): 255—61. PMC 2193345 . PMID 11208866. doi:10.1084/jem.193.2.255.
- Hirai H; Tanaka K; Takano S;  . (2002). „Cutting edge: agonistic effect of indomethacin on a prostaglandin D2 receptor, CRTH2.”. J. Immunol. 168 (3): 981—5. PMID 11801628.
- Iwasaki M; Nagata K; Takano S;  . (2002). „Association of a new-type prostaglandin D2 receptor CRTH2 with circulating T helper 2 cells in patients with atopic dermatitis.”. J. Invest. Dermatol. 119 (3): 609—16. PMID 12230502. doi:10.1046/j.1523-1747.2002.01862.x.
- Strausberg RL; Feingold EA; Grouse LH;  . (2003). „Generation and initial analysis of more than 15,000 full-length human and mouse cDNA sequences.”. Proc. Natl. Acad. Sci. U.S.A. 99 (26): 16899—903. PMC 139241 . PMID 12477932. doi:10.1073/pnas.242603899.
- Böhm E; Sturm GJ; Weiglhofer I;  . (2004). „11-Dehydro-thromboxane B2, a stable thromboxane metabolite, is a full agonist of chemoattractant receptor-homologous molecule expressed on TH2 cells (CRTH2) in human eosinophils and basophils.”. J. Biol. Chem. 279 (9): 7663—70. PMID 14668348. doi:10.1074/jbc.M310270200.
- Huang JL; Gao PS; Mathias RA;  . (2005). „Sequence variants of the gene encoding chemoattractant receptor expressed on Th2 cells (CRTH2) are associated with asthma and differentially influence mRNA stability.”. Hum. Mol. Genet. 13 (21): 2691—7. PMID 15345705. doi:10.1093/hmg/ddh279.
- Gerhard DS; Wagner L; Feingold EA;  . (2004). „The status, quality, and expansion of the NIH full-length cDNA project: the Mammalian Gene Collection (MGC).”. Genome Res. 14 (10B): 2121—7. PMC 528928 . PMID 15489334. doi:10.1101/gr.2596504.
- Venet F; Lepape A; Debard AL;  . (2004). „The Th2 response as monitored by CRTH2 or CCR3 expression is severely decreased during septic shock.”. Clin. Immunol. 113 (3): 278—84. PMID 15507393. doi:10.1016/j.clim.2004.07.005.
- Gazi L; Gyles S; Rose J;  . (2005). „Delta12-prostaglandin D2 is a potent and selective CRTH2 receptor agonist and causes activation of human eosinophils and Th2 lymphocytes.”. Prostaglandins Other Lipid Mediat. 75 (1-4): 153—67. PMID 15789622. doi:10.1016/j.prostaglandins.2004.11.003.
- Hata AN, Lybrand TP, Breyer RM (2005). „Identification of determinants of ligand binding affinity and selectivity in the prostaglandin D2 receptor CRTH2.”. J. Biol. Chem. 280 (37): 32442—51. PMID 16030019. doi:10.1074/jbc.M502563200.
- Sandig H; Andrew D; Barnes AA;  . (2006). „9alpha,11beta-PGF2 and its stereoisomer PGF2alpha are novel agonists of the chemoattractant receptor, CRTH2.”. FEBS Lett. 580 (2): 373—9. PMID 16378605. doi:10.1016/j.febslet.2005.11.052.
- Schratl P; Royer JF; Kostenis E;  . (2007). „The role of the prostaglandin D2 receptor, DP, in eosinophil trafficking.”. J. Immunol. 179 (7): 4792—9. PMID 17878378.

## Spoljašnje veze
- „Prostanoid Receptors: DP2”. IUPHAR Database of Receptors and Ion Channels. International Union of Basic and Clinical Pharmacology. Архивирано из оригинала 03. 03. 2016. г.
- GPR44+protein,+human на 